# 艾德金融
艾德金融，全稱艾德金融控股有限公司，是一家總部位於香港的金融機構。它於2015年成立，主要從事證券交易以及金融科技等業務。該公司擁有APP產品“艾德一站通”，其於2019年被推出。2023年3月，艾德金融與Managepay簽訂共建合資公司協議。

## 外部連結
- 艾德金融官方網站 （页面存档备份，存于）